# Grenke Chess Classic
Grenke Chess Classic je šachový turnaj pořádaný v německých městech Karlsruhe a Baden-Baden. Je sponzorován společností Grenke AG. Koná se od roku 2013, a to každoročně, s výjimkou roku 2016, kdy se turnaj nekonal.

## Ročníky

### Vítězové jednotlivých ročníků
| #  | Rok  | Vítěz                   |
| -- | ---- | ----------------------- |
| 1. | 2013 | Višvanáthan Ánand (IND) |
| 2. | 2014 | Arkadij Naiditsch (GER) |
| 3. | 2015 | Magnus Carlsen (NOR)    |
| –  | 2016 | Turnaj se nekonal       |
| 4. | 2017 | Levon Aronjan (ARM)     |
| 5. | 2018 | Fabiano Caruana (USA)   |
| 6. | 2019 | Magnus Carlsen (NOR)    |

### Jednotlivé ročníky

#### 2013
|    | Hráč                    | Rating | 1.  | 2.              | 3.              | 4.              | 5.              | 6.              | Celkem | TPR  |
| -- | ----------------------- | ------ | --- | --------------- | --------------- | --------------- | --------------- | --------------- | ------ | ---- |
| 1. | Višvanáthan Ánand (IND) | 2780   |     | ½ ½             | ½ ½             | ½ ½             | 1 1             | ½ 1             | 6½     | 2811 |
| 2. | Fabiano Caruana (ITA)   | 2757   | ½ ½ | Does not appear | 1 ½             | ½ 0             | 1 1             | ½ ½             | 6      | 2778 |
| 3. | Georg Meier (GER)       | 2640   | ½ ½ | 0 ½             | Does not appear | ½ ½             | 0 1             | ½ 1             | 5      | 2729 |
| 4. | Michael Adams (ENG)     | 2725   | ½ ½ | ½ 1             | ½ ½             | Does not appear | 0 ½             | ½ ½             | 5      | 2712 |
| 5. | Arkadij Naiditsch (GER) | 2716   | 0 0 | 0 0             | 1 0             | 1 ½             | Does not appear | ½ 1             | 4      | 2642 |
| 6. | Daniel Fridman (GER)    | 2667   | ½ 0 | ½ ½             | ½ 0             | ½ ½             | ½ 0             | Does not appear | 3½     | 2614 |
Prvního ročníku Grenke Chess se zúčastnilo šest hráčů. Zvítězil Višvanáthan Ánand před Fabianem Caruanou; první zmíněný dosáhl na 6,5 bodů a druhý na 6 z 10 bodů.

#### 2014
V roce 2014 vyhrál tento turnaj nejlépe hodnocený německý šachista Arkadij Naiditsch, a to před Davidem Baramidzeem. Tento ročník nebyl superturnajem a byl pouze německou národní soutěží. Byl to turnaj hraný systémem každý s každým a dva nejlépe umístění hráči měli zajištěnou účast i v třetím ročníku.
|   | Hráč                         | Titul | Klub               | Rating | 1 | 2               | 3               | 4               | 5               | 6               | 7               | 8               | Celkem | TPR  |
| - | ---------------------------- | ----- | ------------------ | ------ | - | --------------- | --------------- | --------------- | --------------- | --------------- | --------------- | --------------- | ------ | ---- |
| 1 | Arkadij Naiditsch (GER)      | GM    | OSG Baden-Baden    | 2715   |   | ½               | ½               | 1               | 0               | 1               | 1               | 1               | 5      | 2752 |
| 2 | David Baramidze (GER)        | GM    | SV Hockenheim      | 2599   | ½ | Does not appear | 0               | 1               | ½               | ½               | 1               | ½               | 4      | 2661 |
| 3 | Daniel Fridman (GER)         | GM    | Mülheim-Nord 1931  | 2633   | ½ | 1               | Does not appear | ½               | ½               | ½               | ½               | ½               | 4      | 2656 |
| 4 | Liviu-Dieter Nisipeanu (GER) | GM    | OSG Baden-Baden    | 2672   | 0 | 0               | ½               | Does not appear | 1               | ½               | 1               | ½               | 3½     | 2600 |
| 5 | Matthias Blübaum (GER)       | IM    | SV Werder Bremen   | 2521   | 1 | ½               | ½               | 0               | Does not appear | 0               | ½               | 1               | 3½     | 2622 |
| 6 | Georg Meier (GER)            | GM    | OSG Baden-Baden    | 2652   | 0 | ½               | ½               | ½               | 1               | Does not appear | ½               | ½               | 3½     | 2603 |
| 7 | Dennis Wagner (GER)          | IM    | SV 1930 Hockenheim | 2499   | 0 | 0               | ½               | 0               | ½               | ½               | Does not appear | 1               | 2½     | 2523 |
| 8 | Philipp Schlosser (GER)      | GM    | OSG Baden-Baden    | 2582   | 0 | ½               | ½               | ½               | 0               | ½               | 0               | Does not appear | 2      | 2455 |

#### 2015
Turnaj se hrál mezi 2. a 9. únorem. S průměrným hodnocením Elo 2752 se jednalo o nejsilnější ročník Grenke Chess (k dubnu 2020). Mezi turnaje účastníky například byli Magnus Carlsen, Fabiano Caruana, Viši Ánand či Levon Aronjan. Vítězem se stal Magnus Carlsen, který nakonec zvítězil v tiebreaku (na pět zápasů) proti Arkadiji Naiditschovi skórem 3–2 (dvě rapid hry, dvě bleskové hry a jedna hra partie formátu armageddon).
|   | Hráč                    | Rating | 1 | 2               | 3               | 4               | 5               | 6               | 7               | 8               | Celkem | Tiebreak | TPR  |
| - | ----------------------- | ------ | - | --------------- | --------------- | --------------- | --------------- | --------------- | --------------- | --------------- | ------ | -------- | ---- |
| 1 | Magnus Carlsen (NOR)    | 2865   |   | 0               | 1               | ½               | ½               | ½               | 1               | 1               | 4½     | 3        | 2835 |
| 2 | Arkadij Naiditsch (GER) | 2706   | 1 | Does not appear | ½               | ½               | ½               | ½               | ½               | 1               | 4½     | 2        | 2858 |
| 3 | Michael Adams (ENG)     | 2738   | 0 | ½               | Does not appear | ½               | ½               | ½               | 1               | 1               | 4      |          | 2802 |
| 4 | Fabiano Caruana (ITA)   | 2811   | ½ | ½               | ½               | Does not appear | 1               | ½               | ½               | ½               | 4      |          | 2791 |
| 5 | Levon Aronjan (ARM)     | 2777   | ½ | ½               | ½               | 0               | Does not appear | ½               | 1               | ½               | 3½     |          | 2746 |
| 6 | Étienne Bacrot (FRA)    | 2711   | ½ | ½               | ½               | ½               | ½               | Does not appear | ½               | ½               | 3½     |          | 2755 |
| 7 | Višvanáthan Ánand (IND) | 2797   | 0 | ½               | 0               | ½               | 0               | ½               | Does not appear | 1               | 2½     |          | 2641 |
| 8 | David Baramidze (GER)   | 2594   | 0 | 0               | 0               | ½               | ½               | ½               | 0               | Does not appear | 1½     |          | 2544 |

#### 2017
Turnaj se konal od 15. do 22. dubna v Karlsruhe a Baden-Baden.
|     | Hráč                           | Rating | 1 | 2               | 3               | 4               | 5               | 6               | 7               | 8               | Celkem | Výher | TPR  |
| --- | ------------------------------ | ------ | - | --------------- | --------------- | --------------- | --------------- | --------------- | --------------- | --------------- | ------ | ----- | ---- |
| 1   | Levon Aronjan (Armenia)        | 2774   |   | ½               | ½               | 1               | 1               | 1               | 1               | ½               | 5½     | 4     | 2953 |
| 2   | Fabiano Caruana (USA)          | 2817   | ½ | Does not appear | ½               | 1               | 0               | ½               | ½               | 1               | 4      | 2     | 2767 |
| 3   | Magnus Carlsen (NOR)           | 2838   | ½ | ½               | Does not appear | ½               | ½               | ½               | ½               | 1               | 4      | 1     | 2764 |
| 4   | Arkadij Naiditsch (Azerbaijan) | 2702   | 0 | 0               | ½               | Does not appear | ½               | 1               | 1               | ½               | 3½     | 2     | 2733 |
| 5   | Hou Yifan (China)              | 2649   | 0 | 1               | ½               | ½               | Does not appear | 0               | ½               | 1               | 3½     | 2     | 2741 |
| 6   | Maxime Vachier-Lagrave (FRA)   | 2803   | 0 | ½               | ½               | 0               | 1               | Does not appear | 1               | ½               | 3½     | 2     | 2719 |
| 7–8 | Matthias Blübaum (GER)         | 2634   | 0 | ½               | ½               | 0               | ½               | 0               | Does not appear | ½               | 2      | 0     | 2585 |
| 7–8 | Georg Meier (GER)              | 2621   | ½ | 0               | 0               | ½               | 0               | ½               | ½               | Does not appear | 2      | 0     | 2587 |

#### 2018
|     | Hráč                         | Rating | 1 | 2               | 3               | 4               | 5               | 6               | 7               | 8               | 9               | 10              | Celkem | Výher | TPR  |
| --- | ---------------------------- | ------ | - | --------------- | --------------- | --------------- | --------------- | --------------- | --------------- | --------------- | --------------- | --------------- | ------ | ----- | ---- |
| 1   | Fabiano Caruana (USA)        | 2784   |   | ½               | 1               | 1               | ½               | ½               | 1               | ½               | ½               | 1               | 6½     | 4     | 2896 |
| 2   | Magnus Carlsen (NOR)         | 2843   | ½ | Does not appear | ½               | ½               | ½               | ½               | 1               | ½               | 1               | ½               | 5½     | 2     | 2803 |
| 3–4 | Maxime Vachier-Lagrave (FRA) | 2789   | 0 | ½               | Does not appear | ½               | ½               | ½               | ½               | 1               | 1               | ½               | 5      | 2     | 2772 |
| 3–4 | Nikita Vitiugov (RUS)        | 2735   | 0 | ½               | ½               | Does not appear | ½               | 1               | ½               | ½               | ½               | 1               | 5      | 2     | 2778 |
| 5   | Levon Aronjan (ARM)          | 2794   | ½ | ½               | ½               | ½               | Does not appear | ½               | 1               | ½               | ½               | ½               | 5      | 1     | 2772 |
| 6   | Matthias Blübaum (GER)       | 2631   | ½ | ½               | ½               | 0               | ½               | Does not appear | ½               | 1               | ½               | ½               | 4½     | 1     | 2747 |
| 7   | Arkadij Naiditsch (AZE)      | 2701   | 0 | 0               | ½               | ½               | 0               | ½               | Does not appear | ½               | ½               | 1               | 3½     | 1     | 2659 |
| 8–9 | Višvanáthan Ánand (IND)      | 2776   | ½ | ½               | 0               | ½               | ½               | 0               | ½               | Does not appear | ½               | ½               | 3½     | 0     | 2651 |
| 8–9 | Hou Yifan (CHI)              | 2654   | ½ | 0               | 0               | ½               | ½               | ½               | ½               | ½               | Does not appear | ½               | 3½     | 0     | 2664 |
| 10  | Georg Meier (GER)            | 2648   | 0 | ½               | ½               | 0               | ½               | ½               | 0               | ½               | ½               | Does not appear | 3      | 0     | 2620 |

Poznámky
- Rozhodující systém byl následující: 1) počet výher; 2) počet výher za černého; 3) skóre proti sobě.[9][10]
- 2018 Grenke Chess Open švýcarským systémem vyhrál 13letý německý hráč Vincent Keymer se skórem 8 z 9.[11] Kvalifikoval se tak do Grenke Chess Classic 2019. [12]

#### 2019
|     | Hráč                         | Rating | 1 | 2               | 3               | 4               | 5               | 6               | 7               | 8               | 9               | 10              | Celkem | TPR  |
| --- | ---------------------------- | ------ | - | --------------- | --------------- | --------------- | --------------- | --------------- | --------------- | --------------- | --------------- | --------------- | ------ | ---- |
| 1   | Magnus Carlsen (NOR)         | 2845   |   | ½               | ½               | 1               | 1               | ½               | 1               | 1               | 1               | 1               | 7½     | 2983 |
| 2   | Fabiano Caruana (USA)        | 2819   | ½ | Does not appear | 1               | ½               | ½               | ½               | ½               | ½               | 1               | 1               | 6      | 2838 |
| 3   | Arkadij Naiditsch (AZE)      | 2695   | ½ | 0               | Does not appear | ½               | 0               | 1               | ½               | ½               | 1               | 1               | 5      | 2770 |
| 4   | Maxime Vachier-Lagrave (FRA) | 2773   | 0 | ½               | ½               | Does not appear | ½               | ½               | ½               | ½               | 1               | 1               | 5      | 2761 |
| 5–6 | Pjótr Svidler (RUS)          | 2735   | 0 | ½               | 1               | ½               | Does not appear | ½               | 0               | ½               | 1               | ½               | 4½     | 2722 |
| 5–6 | Višvanáthan Ánand (IND)      | 2774   | ½ | ½               | 0               | ½               | ½               | Does not appear | ½               | 1               | 0               | 1               | 4½     | 2718 |
| 7   | Levon Aronjan (Armenia)      | 2763   | 0 | ½               | ½               | ½               | 1               | ½               | Does not appear | ½               | ½               | ½               | 4½     | 2719 |
| 8   | Francisco Vallejo Pons (ESP) | 2693   | 0 | ½               | ½               | ½               | ½               | 0               | ½               | Does not appear | ½               | 1               | 4      | 2693 |
| 9   | Georg Meier (GER)            | 2628   | 0 | 0               | 0               | 0               | 0               | 1               | ½               | ½               | Does not appear | 0               | 2      | 2514 |
| 10  | Vincent Keymer (GER)         | 2516   | 0 | 0               | 0               | 0               | ½               | 0               | ½               | 0               | 1               | Does not appear | 2      | 2527 |

- Grenke Chess Open 2019 švýcarským systémem vyhrál GM Daniel Fridman se skórem 7½/9 bodů.